# Lady Chatterley szeretője (film, 1981)
A Lady Chatterley szeretője (eredeti cím angolul: Lady Chatterley’s Lover, franciául: L’Amant de lady Chatterley, németül: Lady Chatterley’s Liebhaber)  1981-ben bemutatott színes, angol–francia–nyugatnémet erotikus film. Just Jaeckin alkotása D. H. Lawrence híres-hírhedt regényének második filmváltozata. A rendező a női főszerepet felfedezettjére, a holland Sylvia Kristelre bízta. Noha a kritikák nem voltak túl kedvezőek, a film mégis jelentős közönségsikert aratott. A produkció az 1980-as évek egyik legsikeresebb filmgyártó cége, a Cannon támogatásával készült.

## A cselekmény
|  | Alább a cselekmény részletei következnek! |

Lady Chatterley és Sir Clifford (Sylvia Kristel és Shane Briant)

Az ifjú Chatterley-házaspár életébe döntő változást hoz az első világháború. Sir Clifford, a férj nyomorékon tér vissza a harcmezőkről. Fiatal és gyönyörű felesége, Constance odaadóan ápolja őt, és kész tudomásul venni, hogy hitvese sérülése miatt le kell mondania a testi örömökről. Csendben, eseménytelenül és unalmasan telnek a napok. Sir Clifford mind gyakoribb rosszullétei miatt azonban muszáj orvost hívni. Doktor helyett Mrs. Bolton, az ápolónő érkezik, aki a házigazda invitálására egy ideig ott marad a kastélyban. Lady Chatterley-nek hirtelen sok lesz a szabad ideje, hiszen a férje körüli teendőket Mrs. Bolton immár elvégzi. Constance férje kérésére elmegy a vadőr, Oliver Mellors házához, hogy a fácánok felől érdeklődjön. Véletlenül pont akkor ér a kunyhóhoz, amikor a délceg vadőr éppen meztelenül mosakszik az udvaron. A látvány felkorbácsolja az asszony visszafojtott vágyait, de eleinte meg sem fordul a fejében a hűtlenség gondolata. Férje azonban arra biztatja, hogy Constance ne fojtsa el a testi vágyait, hanem tartson szeretőt. Az asszony meglepődéssel fogadja az ötletet. Férjének fogalma sincs arról, hogy ifjú neje egyre rokonszenvesebbnek találja a kezdetben még oly faragatlan vadőrt. A társadalmi korlátokat viszont nem olyan könnyű ledönteni, és amikor Sir Clifford a feleségének szeretőt ajánlott, legkevésbé sem a rangon aluli Mellorsra gondolt…

## Irodalmi háttér
David Herbert Lawrence (1885–1930) mintegy kilenc változatban írta meg a később Lady Chatterley szeretője címmel klasszikussá vált regényét. Ebből kettő nyomtatásban is megjelent Az első Lady Chatterley, illetve John Thomas és Lady Jane címmel. Amikor az írónál gümőkórt diagnosztizáltak, Lawrence visszatért választott hazájába, Olaszországba. A korábbi változatok felhasználásával írta meg a Lady Chatterley szeretőjé-t, ám a műnek először a Tenderness (Gyengédség) címet adta. A könyv első kiadása 1928-ban jelent meg Angliában, és pornográfia vádjával azonnal elkobozták. 1960-ban a Penguin Books újra megjelentette a teljes szöveget. A kiadót pornográfia terjesztésével fogták perbe. Az eljárás során olyan hírességek léptek a tanúk padjára, mint E. M. Forster író, Helen Gardner kritikus és akadémikus, Richard Hoggart akadémikus, Raymond Williams író, kritikus és akadémikus és Norman St. John-Stevas politikus. A bíróság végül 1960. november 2-án felmentő ítéletet hozott, és a Lady Chatterley szeretője immár teljes szöveggel, legálisan megjelenhetett. Magyarországon először 1933-ban adták ki a regényt, erősen rövidített változatban. 50 év múlva jelent meg nálunk először a csonkítatlan szöveg.

## Szereplők
- Sylvia Kristel (Lady Constance Chatterley)
- Nicholas Clay (Oliver Mellors)
- Shane Briant (Sir Clifford Chatterley)
- Ann Mitchell (Ivy Bolton)
- Elizabeth Spriggs (Lady Eva)
- Peter Bennett (Field, az inas)
- Pascale Rivault (Hilda)
- Anthony Head (Anton)
- Frank Moorey (a pap)
- Bessie Love (Flora)
- John Tynan (Roberts)
- Michael Huston (a szolga)
- Fran Hunter (cselédlány)
- Ryan Michael (gigolo)
- Mark Colleano (gigolo)

## Egyéb filmváltozatok
Lawrence hírhedt regényét 1955-ben filmesítették meg először Franciaországban. Marc Allégret rendező a női főszerepet Danielle Darrieux-re bízta. E változat magyar vonatkozású érdekessége, hogy zeneszerzője Kozma József (Joseph Kosma), díszlettervezője pedig Trauner Sándor (Alexandre Trauner) volt. 1993-ban Ken Russell, a brit filmművészet fenegyereke négyrészes tévéfilmet forgatott a regényből Lady Chatterley szeretője címmel. A főszerepeket Joely Richardson és Sean Bean játszották. A sorozatot számos országban – hazánkban is – két részben mutatták be, Japánban és az Egyesült Államokban viszont – mintegy felére rövidítve az anyagot – a mozik is műsorra tűzték. Russell valóságos Lawrence-specialistának számít a filmvilágban, hiszen az író két híres művéből is nagyra értékelt filmváltozatokat forgatott: Szerelmes asszonyok (1969), Szivárvány (1989). 2006-ban Pascale Ferran angol–francia–belga koprodukcióban újabb, több mint két és félórás filmváltozatot készített a Lady Chatterley szeretője regényből. (A tévéváltozat 220 perces!) A Lady Chatterley-t 2007-ben 9 kategóriában jelölték César-díjra, és ebből 5 kategóriában (legjobb film, legjobb adaptált forgatókönyv, legjobb operatőr, legjobb jelmez, legjobb színésznő) győzedelmeskedett is. Ezzel Ferran alkotása Lawrence regényének szakmailag legelismertebb filmadaptációja lett.

## Érdekességek
- A filmet a festői szépségű hertfordshire-i Wrotham Parkban forgatták, akárcsak az 1993-as verziót.
- Mark Colleano még gyermekként Csele szerepét játszotta Fábri Zoltán Oscar-díjra jelölt emlékezetes filmjében, A Pál utcai fiúk-ban (1969).
- A Lady Chatterley szeretőjé-t 1984. december 27-én mutatták be Magyarországon. Ez volt az első erotikus film, amelyet széles körben forgalmaztak az ország mozijaiban.

## Magyar kritikai visszhang
„Lawrence regénye ugyanis ürügy és menlevél csupán egy újabb Emmanuelle-film előállítására; ugyanaz a gusztusos pasztelles-tompa fotográfia, mint az első közös filmben, ugyanazok a menetrendszerűen ismétlődő ágy- (illetve gyep-, fatörzs-, padló- stb.) jelenetek ezúttal is, s végül ugyanaz az alkotói-nézői érdekessége is mindennek: a szerelmi aktusban mozgó női és férfitest mérsékelten vágykeltő, viszont irizálóan »szép«, bőr-texturális esztétikai élménye. Ami ehhez a történet szintjén hozzáadódik Lawrence regényéből, az nem több sekélyes banálhistóriánál…”

Takács Ferenc kritikája (Filmvilág, 1985. január, 53. o.)